# Фёдоровский (Новосибирская область)
Фёдоровский — посёлок в Сузунском районе Новосибирской области России. Входит в состав Шарчинского сельсовета.

## География
Площадь посёлка — 72 гектара.

## Население
| 2002 | 2007 | 2010 |
| ---- | ---- | ---- |
| 73   | ↘60  | ↘37  |

## Инфраструктура
В посёлке по данным на 2007 год функционирует 1 учреждение здравоохранения.